# 345 Tercidina
345 Tercidina је астероид главног астероидног појаса са пречником од приближно 94,12 km.
Афел астероида је на удаљености од 2,465 астрономских јединица (АЈ) од Сунца, а перихел на 2,184 АЈ.
Ексцентрицитет орбите износи 0,060, инклинација (нагиб) орбите у односу на раван еклиптике 9,749 степени, а орбитални период износи 1294,872 дана (3,545 године).
Апсолутна магнитуда астероида је 8,71 а геометријски албедо 0,065.
Астероид је откривен 23. новембра 1892. године.